# ボマルツォ
ボマルツォ（伊: Bomarzo）は、イタリア共和国ラツィオ州ヴィテルボ県にある、人口約1,700人の基礎自治体（コムーネ）。
怪物公園 (it:Parco dei Mostri) で有名。

## 地理

### 位置・広がり
ヴィテルボ県のコムーネ。県都ヴィテルボから東北東へ14キロメートルの距離にある。

#### 隣接コムーネ
隣接するコムーネは以下の通り。括弧内のTRはテルニ県所属を示す。
- アッティリアーノ (TR)
- バッサーノ・イン・テヴェリーナ
- ジョーヴェ (TR)
- グラッフィニャーノ
- ソリアーノ・ネル・チミーノ
- ヴィテルボ
- ヴィトルキアーノ

### 気候分類・地震分類
ボマルツォにおけるイタリアの気候分類 (it) および度日は、zona E, 2120 GGである。
また、イタリアの地震リスク階級 (it) では、zona 2B (sismicità media) に分類される。

## 文化・観光

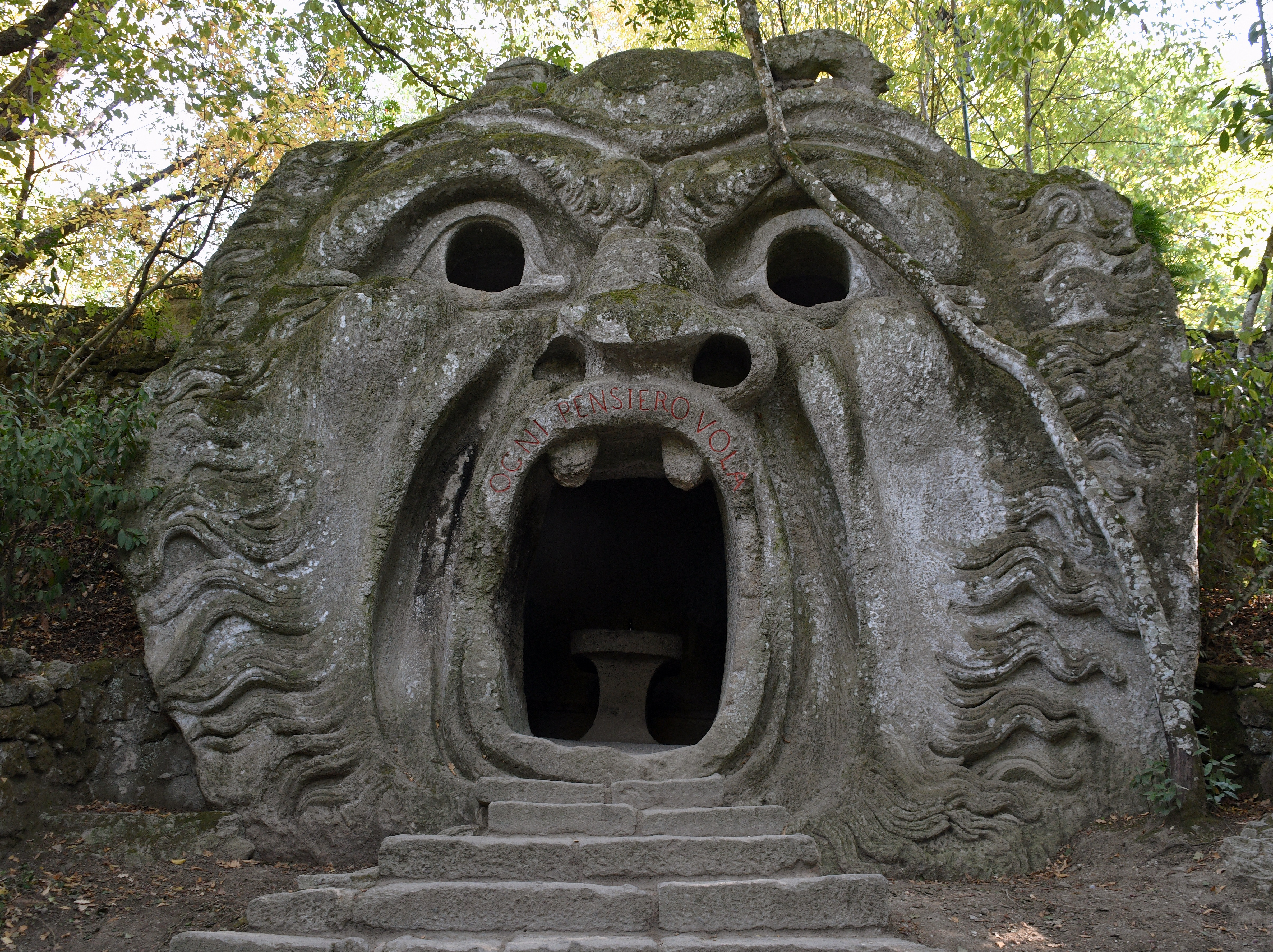
怪物公園の地獄の口。高さ6メートル

怪物公園
正式名称は、聖なる森（Bosco Sacro）。怪物庭園とも。1552年に造られたオルシーニ家の自邸の庭園で、領主のヴィッチーノ・オルシーニ（Vicino Orsini）の発案で建築家ピッロ・リゴーリオが造園。35個の奇怪なオブジェが配置されていることで有名。1954年にイタリア人のGiovanni Bettiniが所有し、荒れ果てていた庭園を修復整備し、一般公開した。

## ギャラリー

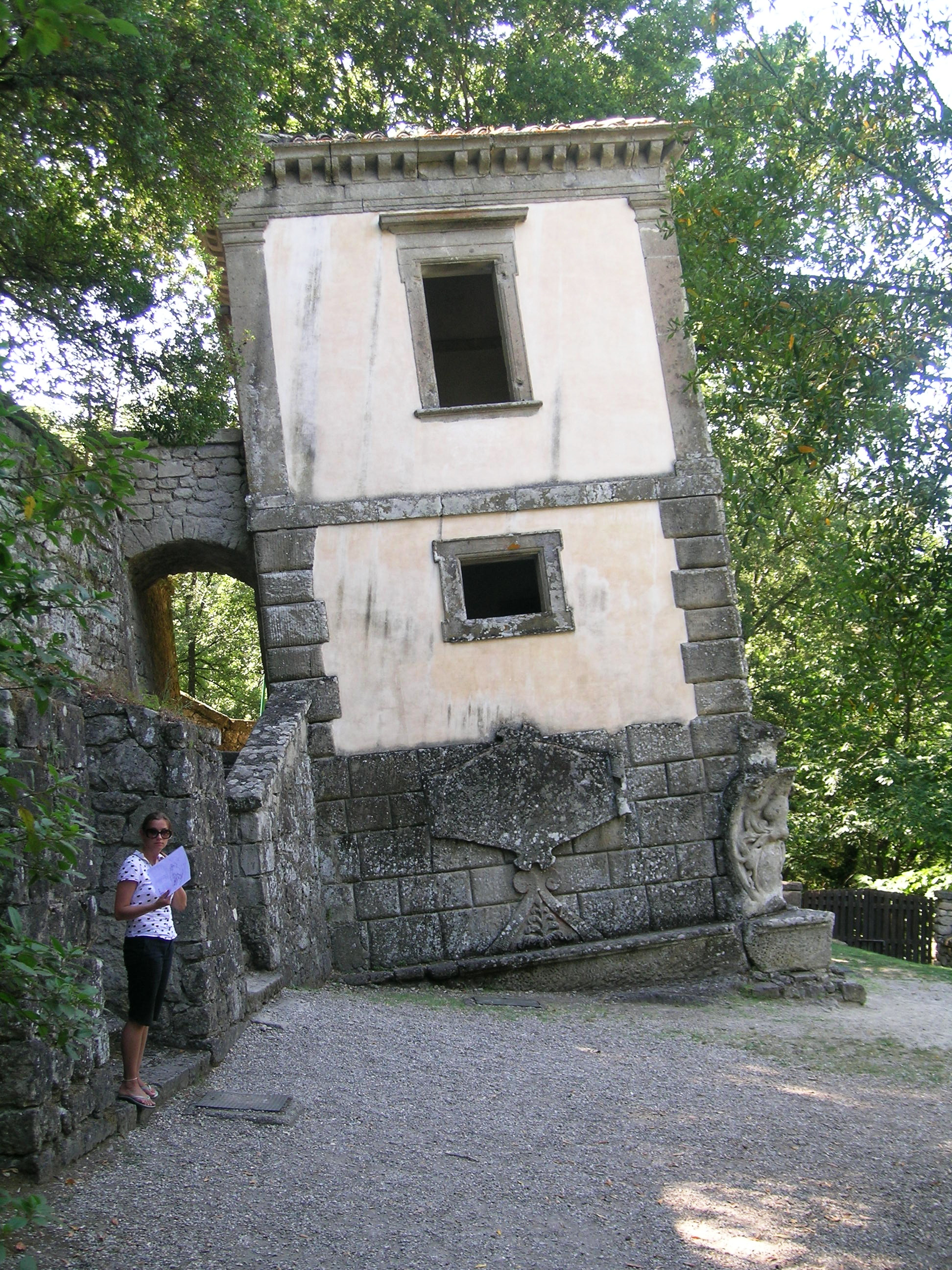
傾く家（casa pendente）
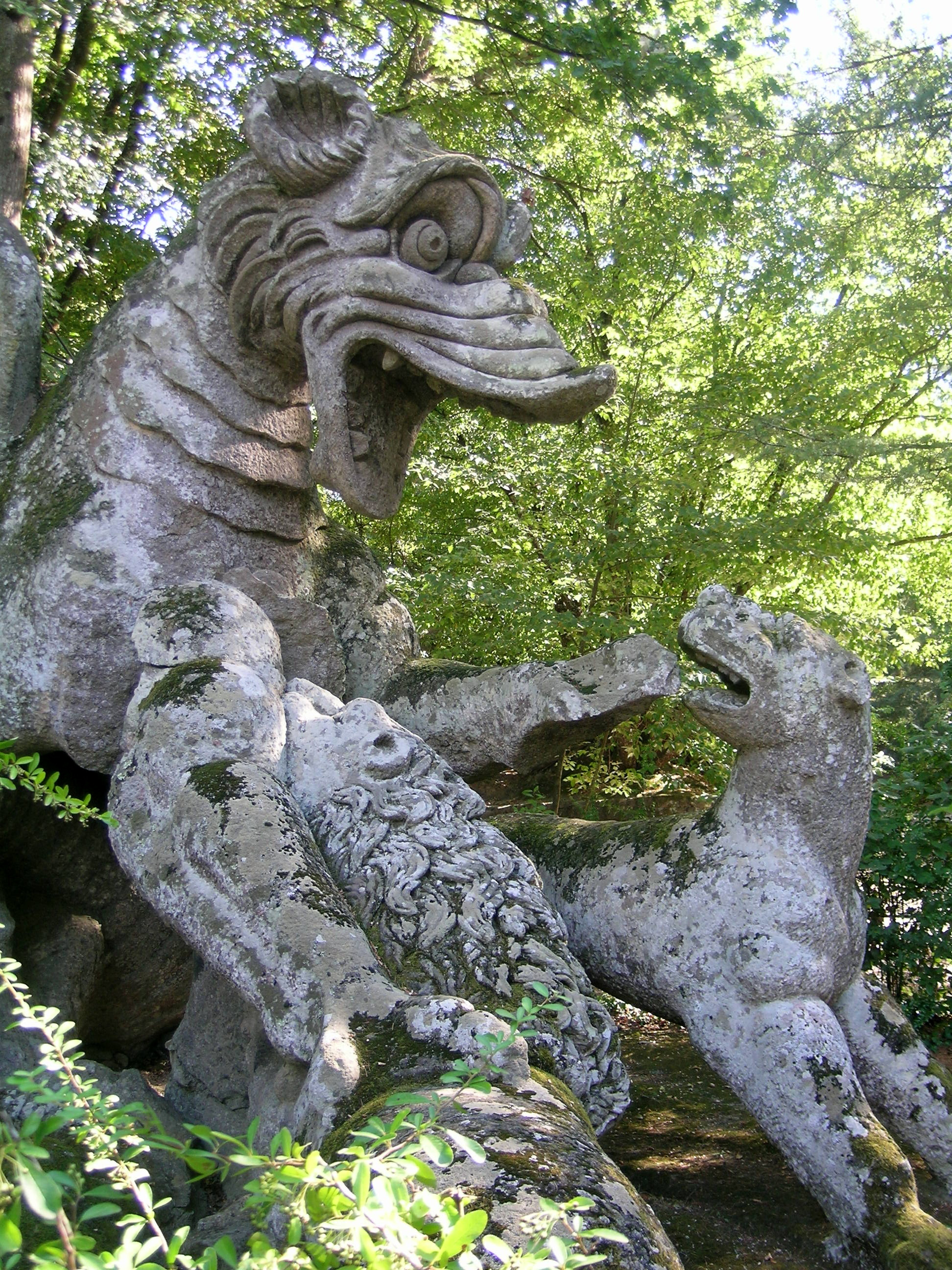
ドラゴンとライオン(drago con leoni)
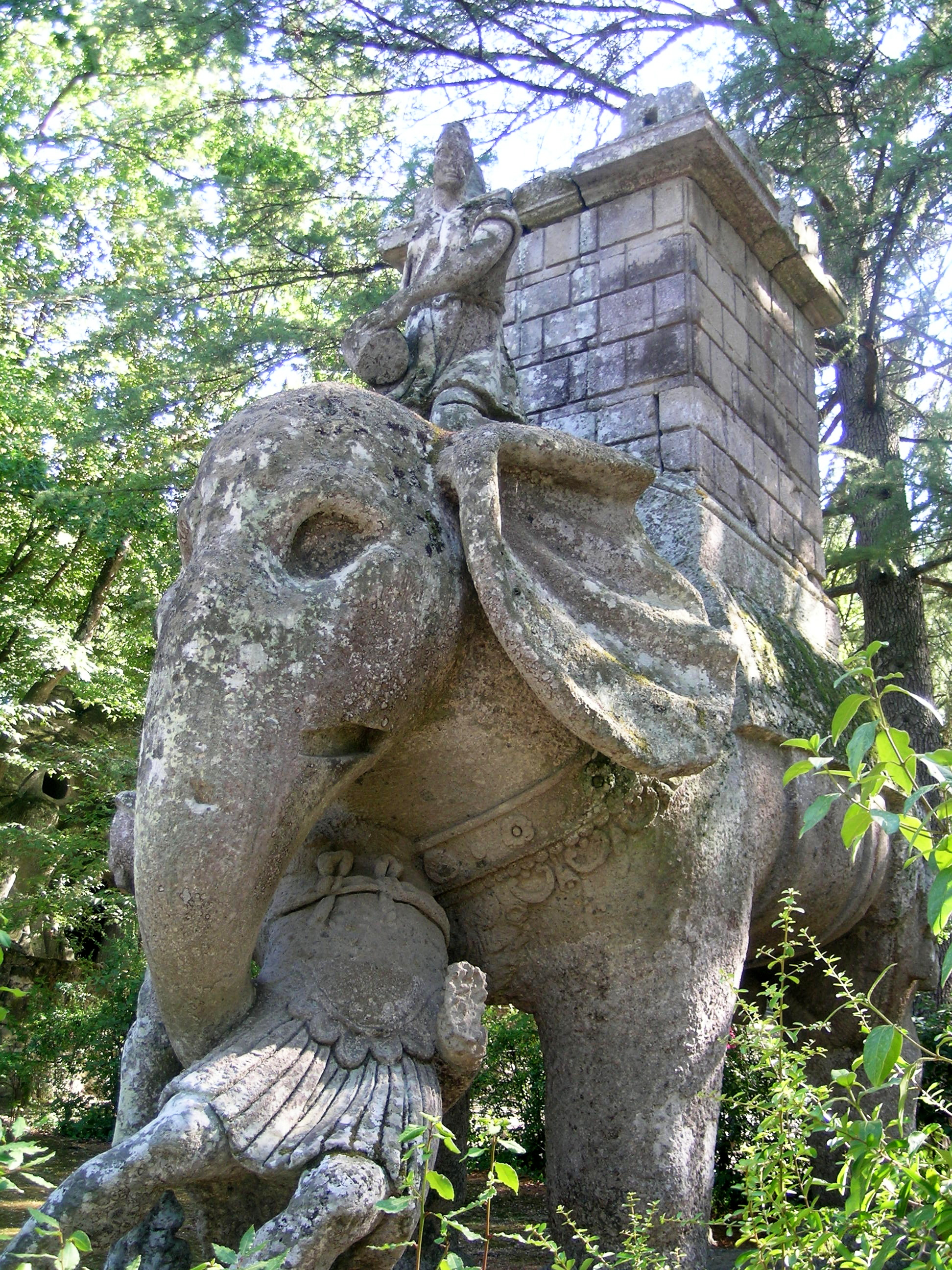
ハンニバルの戦象(elefante)
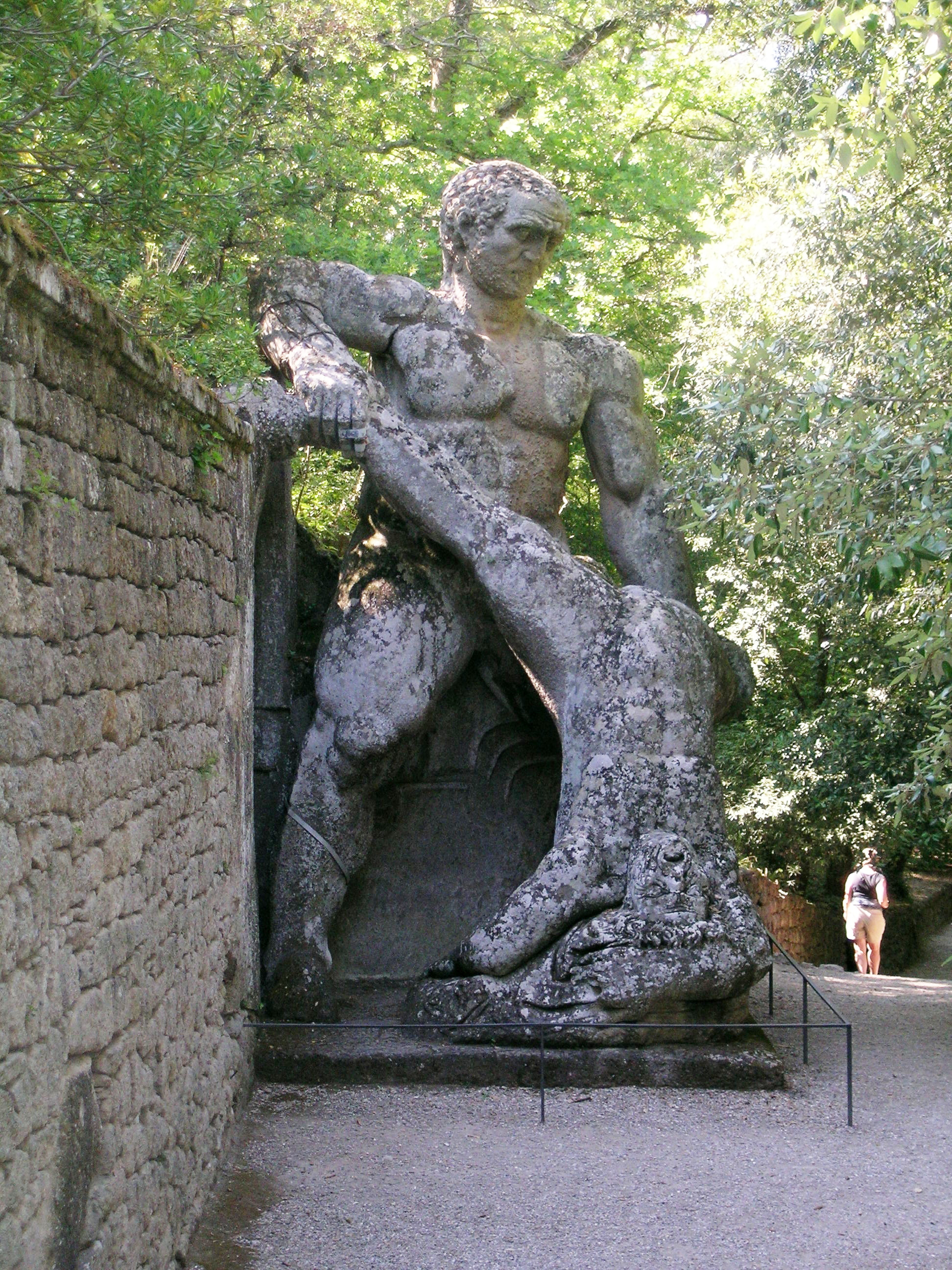
ヘラクレスとカークス(Ercole e Caco)
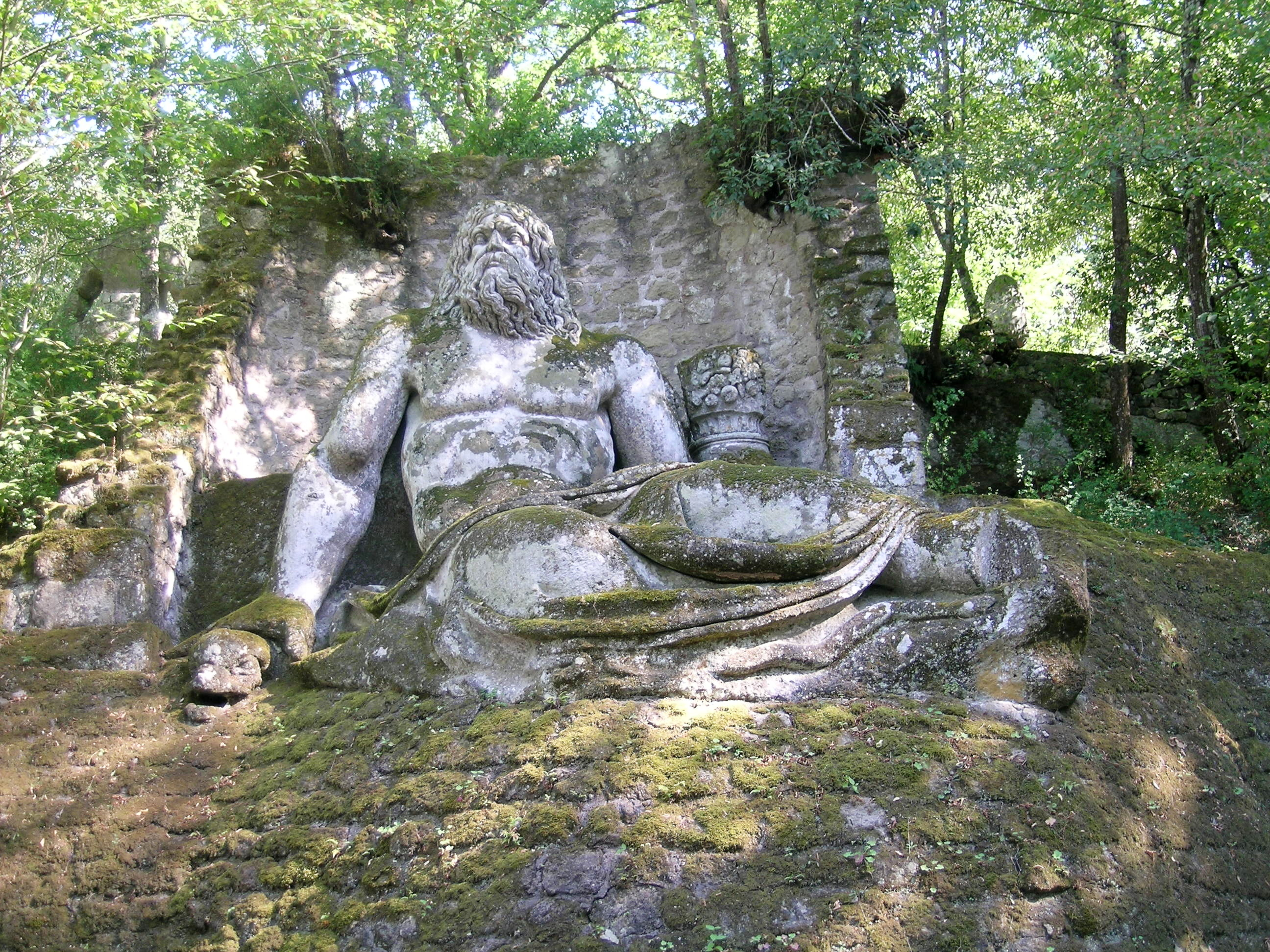
ネプトゥーヌス(Nettuno)
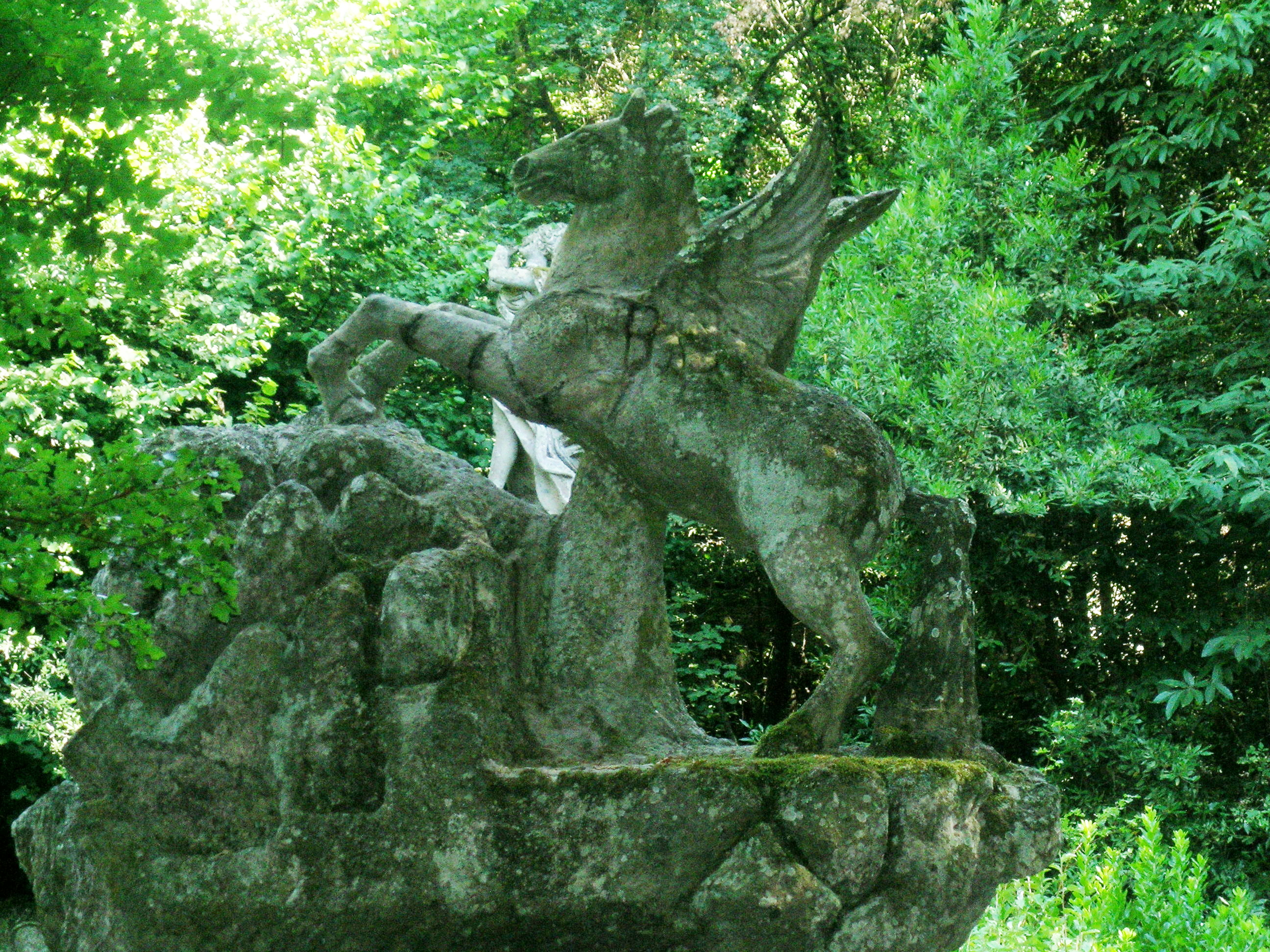
ペーガソス(Pegasus)
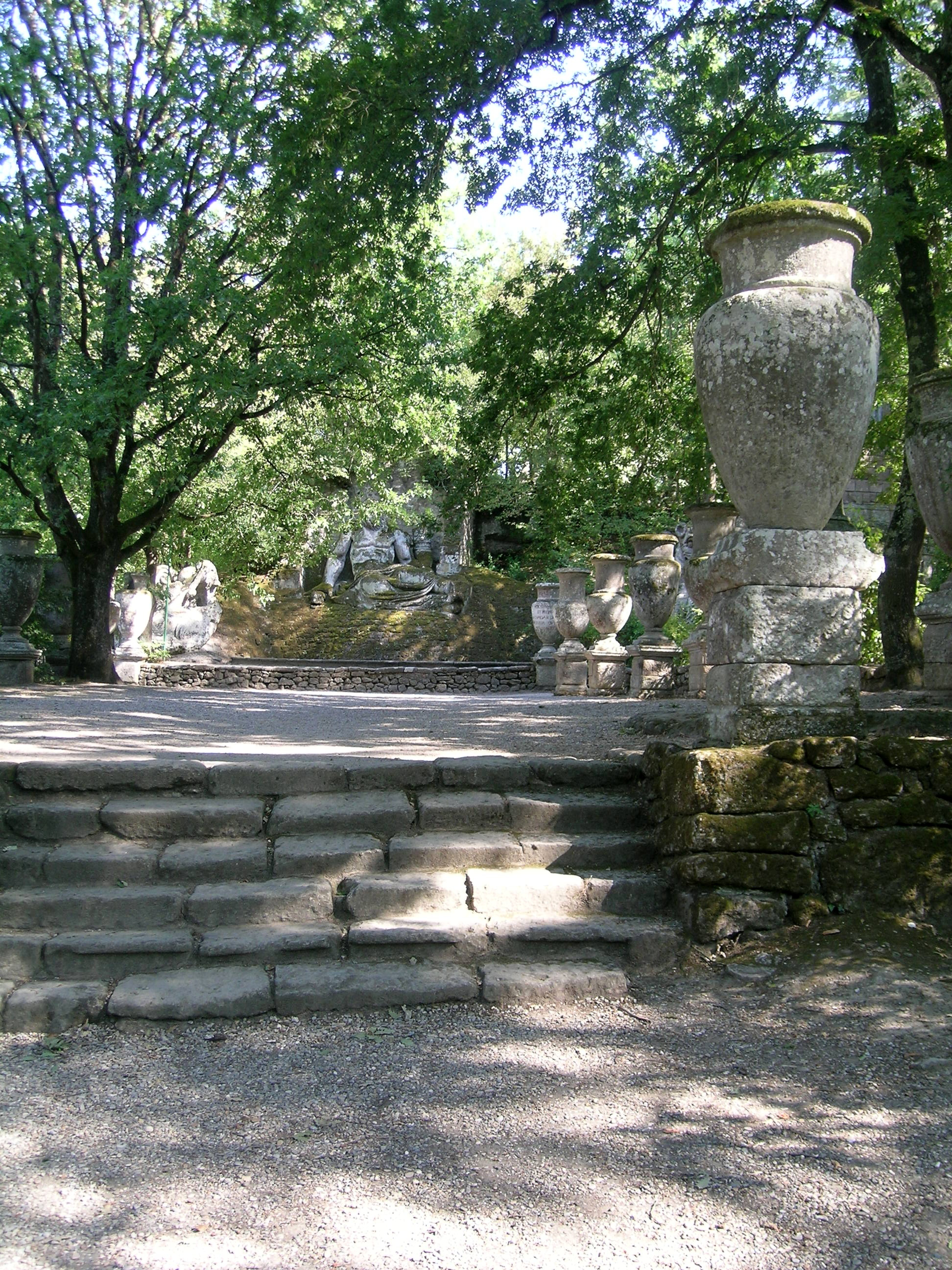
水瓶広場(Piazza dei vasi)
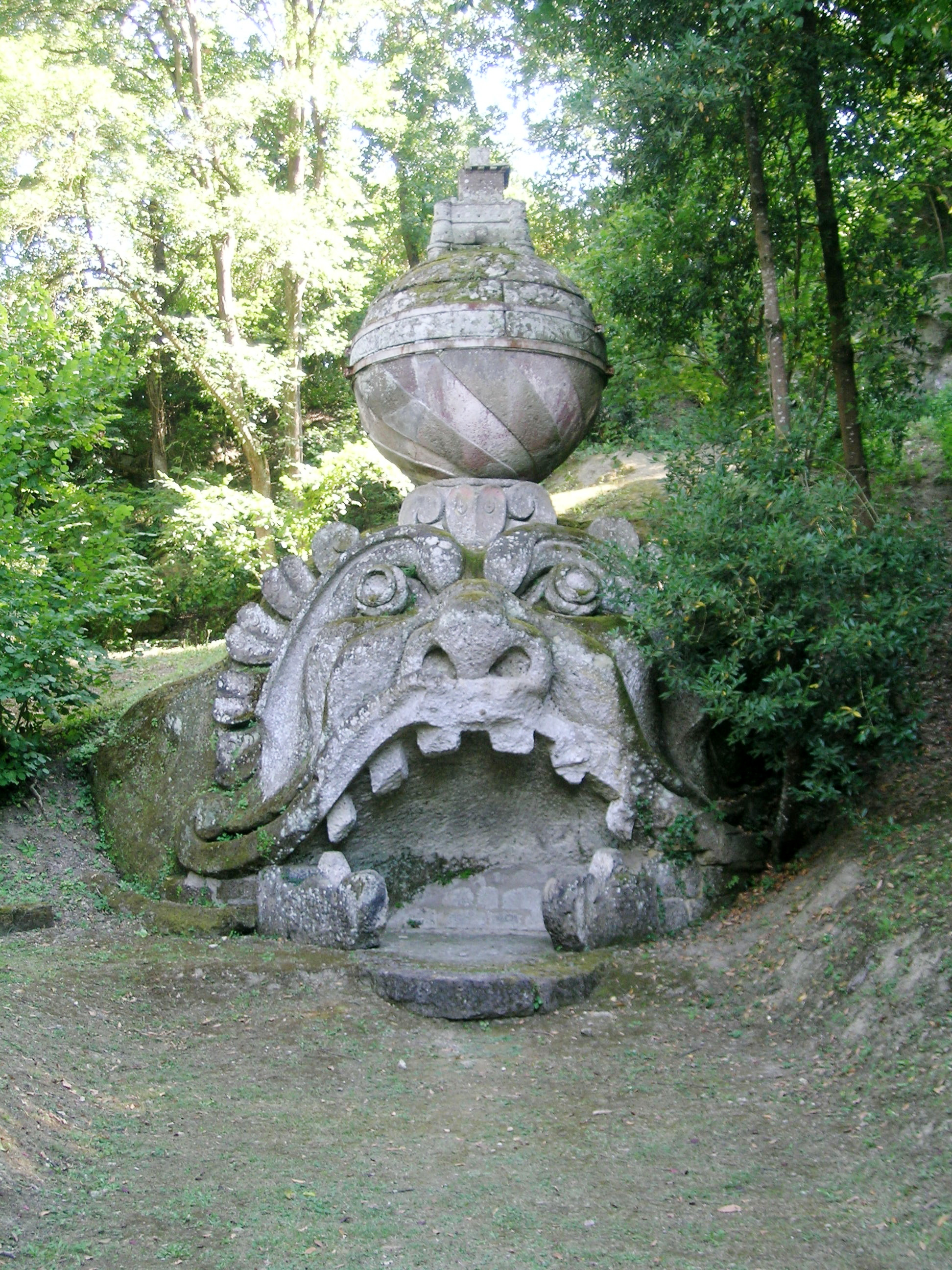
青ざめるプローテウス(Proteo Glauco)
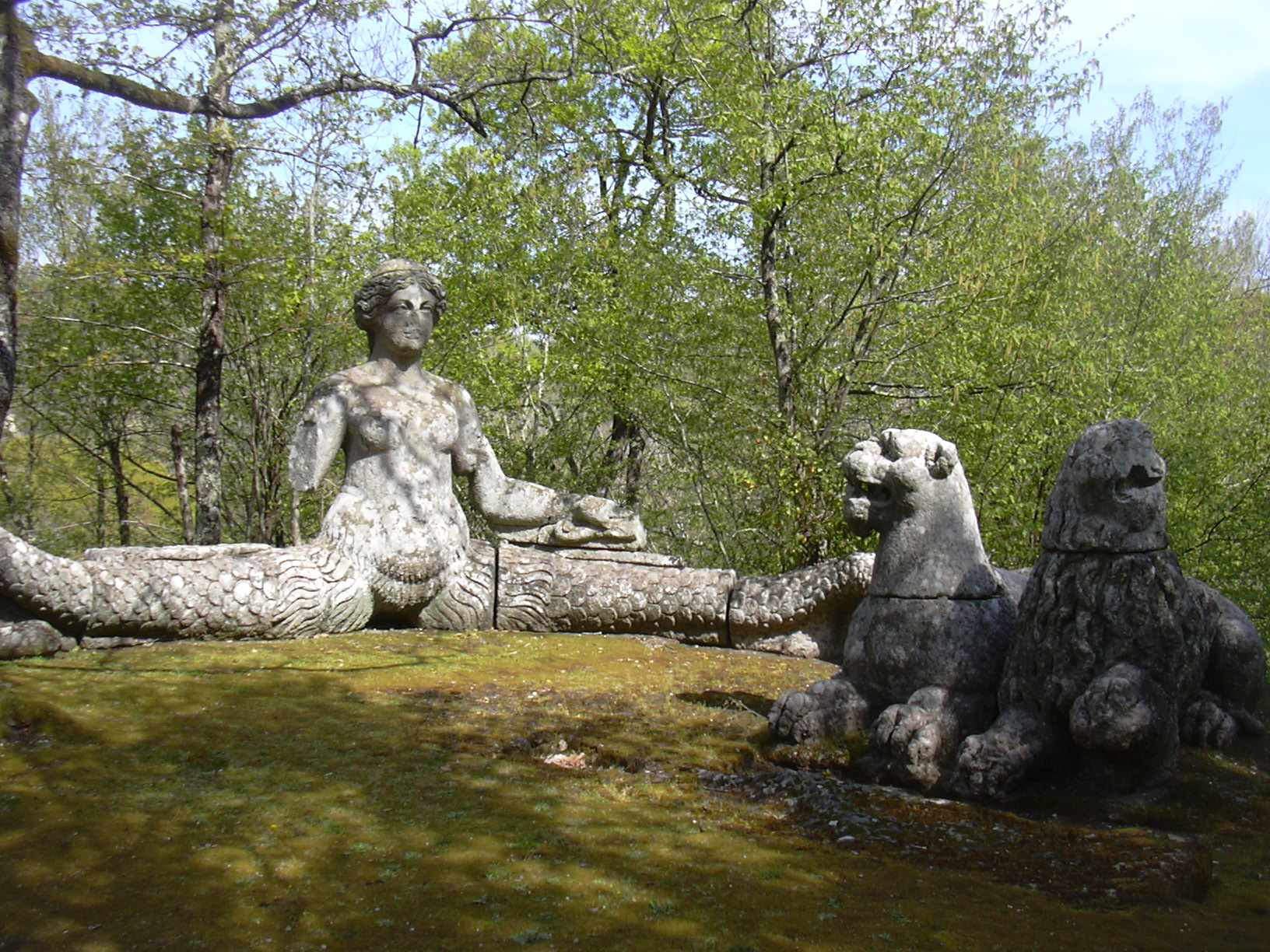
セイレーンとライオン(sirena)
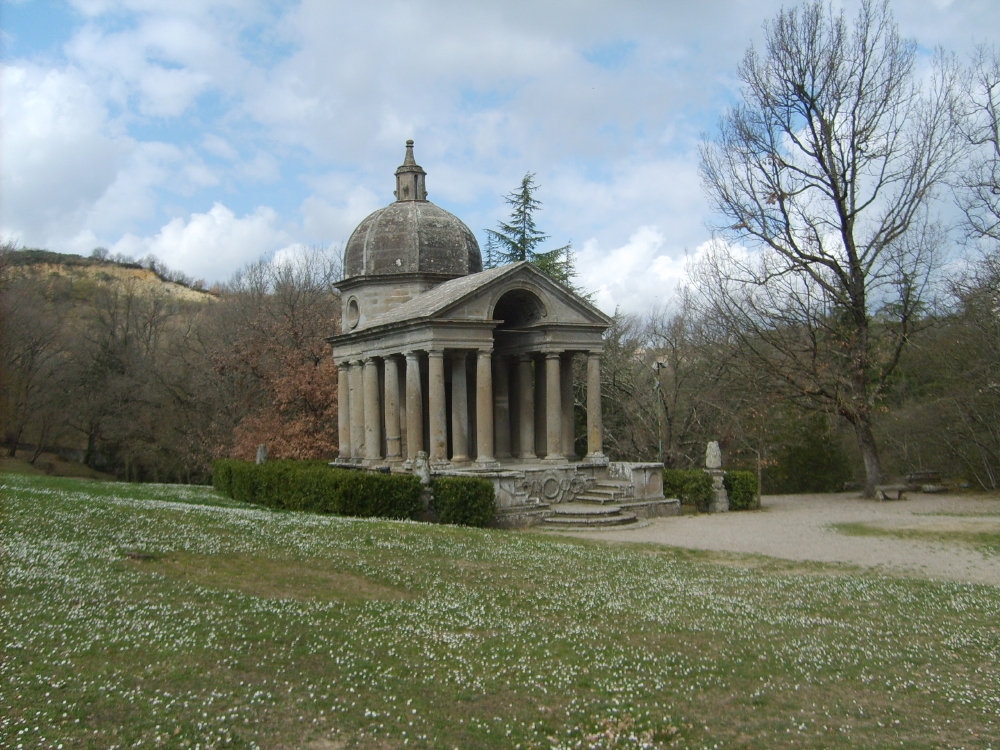
寺院(tempietto)
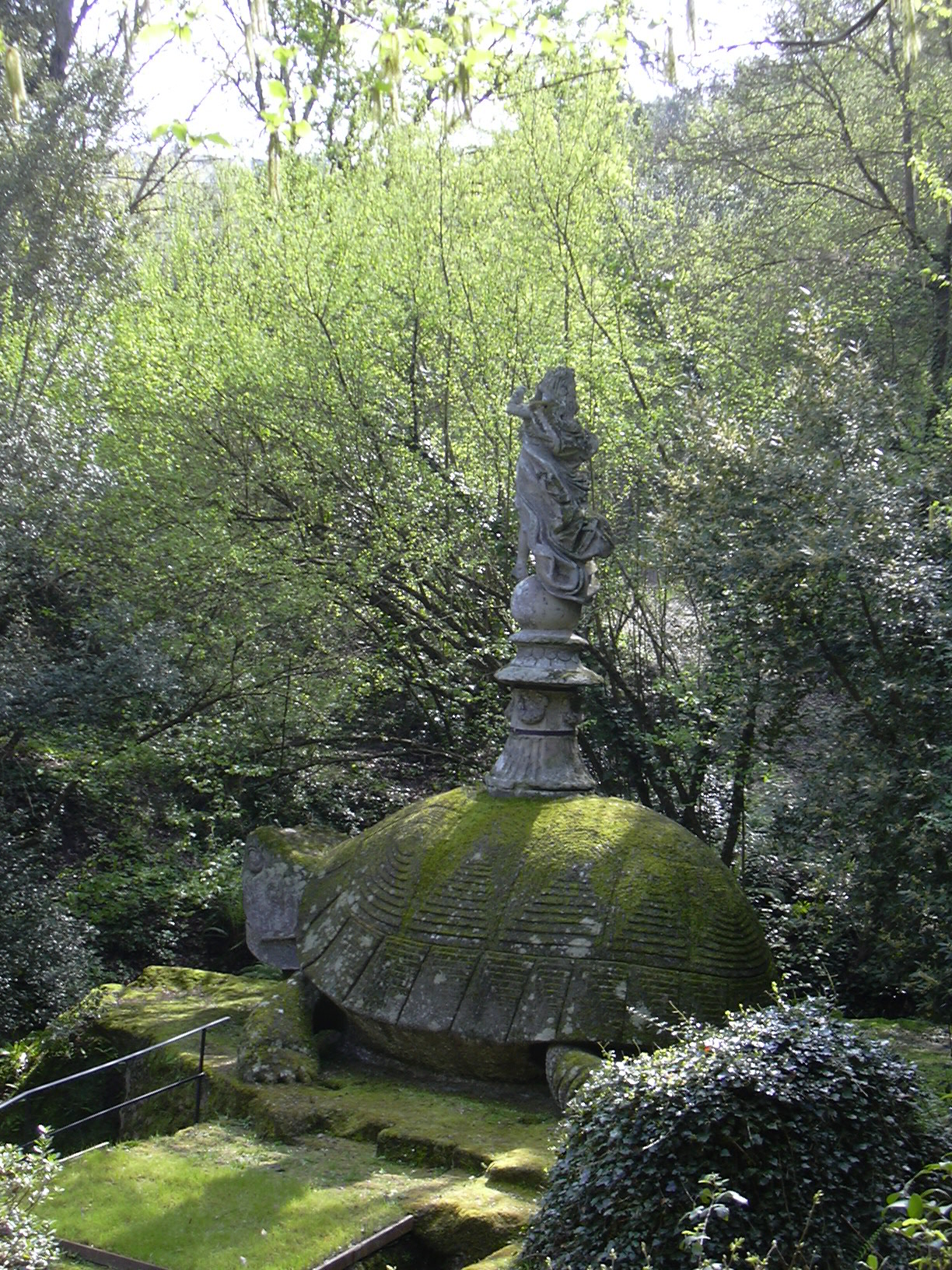
亀(tartaruga)
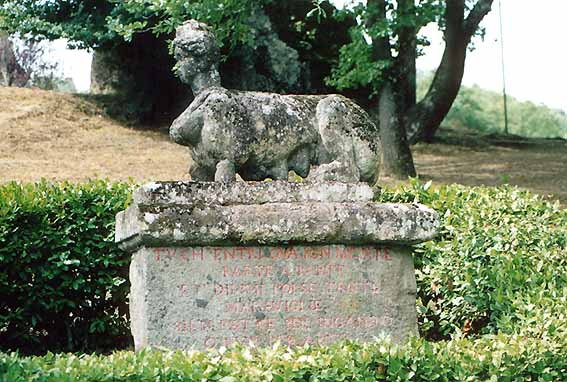
スフィンクス(sfinge)